# Spatelpåskrislav
Spatelpåskrislav (Stereocaulon spathuliferum) är en lavart som beskrevs av Vain. Spatelpåskrislav ingår i släktet Stereocaulon och familjen Stereocaulaceae.  Arten är reproducerande i Sverige. Inga underarter finns listade i Catalogue of Life.